# Черняевское сельское поселение (Омская область)
Черняевское се́льское поселе́ние — муниципальное образование в Тарском районе Омской области Российской Федерации.
Административный центр — село Черняево.

## История
Статус и границы сельского поселения установлены Законом Омской области от 30 июля 2004 года № 548-ОЗ «О границах и статусе муниципальных образований Омской области»

## Население
| 2010 | 2011 | 2012 | 2013 | 2014 | 2015 | 2016 |
| ---- | ---- | ---- | ---- | ---- | ---- | ---- |
| 982  | ↘979 | ↘954 | ↘925 | ↘902 | ↘899 | ↘884 |
| 2017 | 2018 | 2019 | 2020 | 2021 | 2023 |      |
| ↘874 | ↘842 | ↘824 | ↘805 | ↘760 | ↘734 |      |

## Состав сельского поселения
| № | Населённый пункт     | Тип населённого пункта       | Население |
| - | -------------------- | ---------------------------- | --------- |
| 1 | Кольтюгино           | деревня                      | ↘413      |
| 2 | Советская Крестьянка | деревня                      | ↗39       |
| 3 | Черняево             | село, административный центр | ↘530      |